# Manuel Gutiérrez Aragón

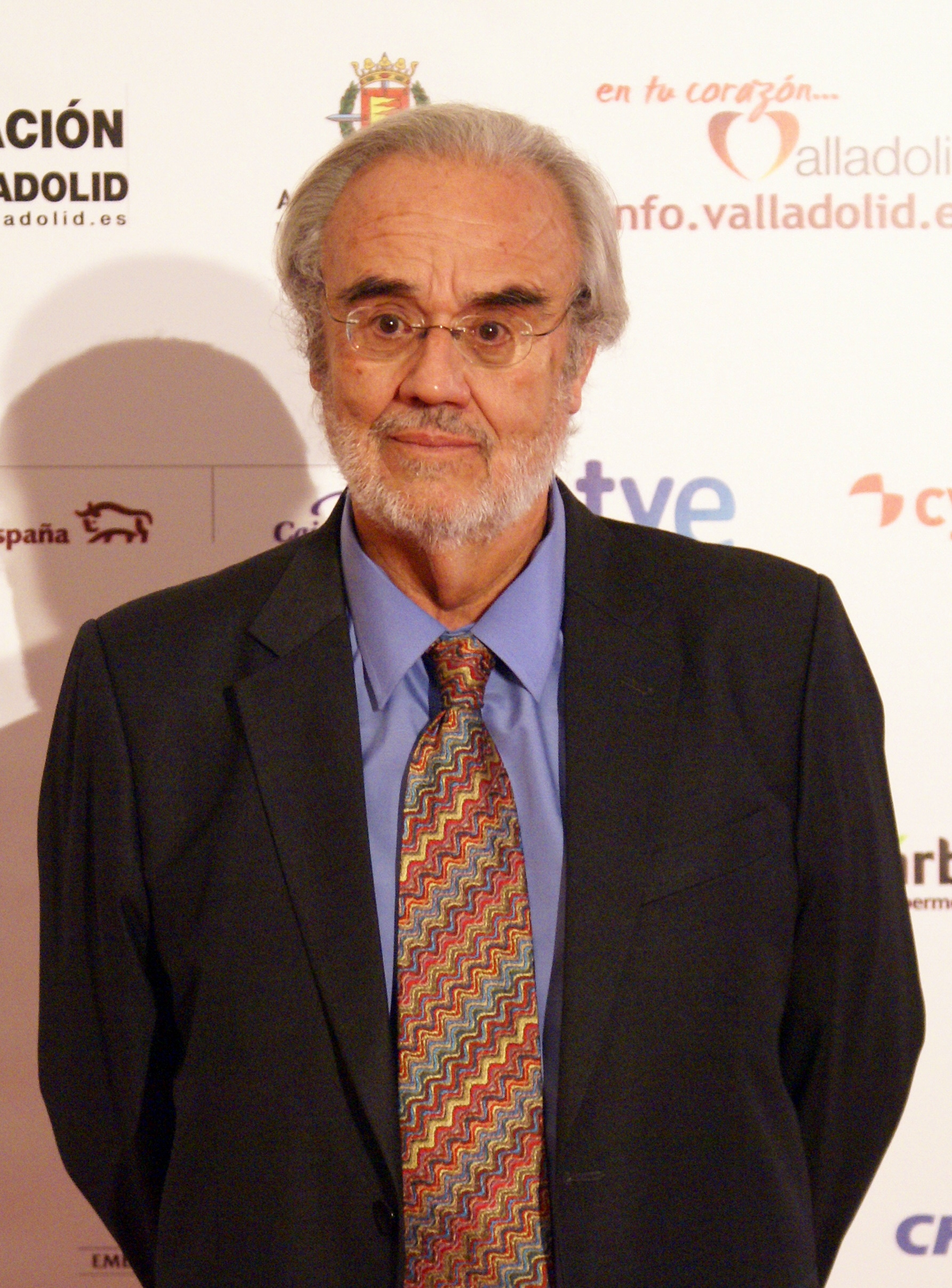
Manuel Gutiérrez Aragón (2011).

Manuel Gutiérrez Aragón (* 2. Januar 1942 in Torrelavega, Spanien) ist ein spanischer Filmregisseur und Drehbuchautor.

## Leben
Manuel Gutiérrez Aragón studierte Philosophie und Geisteswissenschaften und besuchte anschließend die staatliche Filmhochschule Escuela Oficial de Cinematografia. In seinen ab 1969 entstandenen Filmen beschäftigte er sich kritisch mit der Situation seines Heimatlandes. Für Sonámbulos erhielt er 1978 die Silberne Muschel auf dem Filmfestival von San Sebastián. Auch als Theaterregisseur machte sich Gutiérrez Aragón einen Namen. Am 16. April 2015 wurde er als Nachfolger von José Luis Sampedro in die Real Academia Española gewählt.

## Filmografie (Auswahl)
Drehbuch und Regie
- 1973: Die Stumme (Habla, mudita!)
- 1977: Schwarzer Haufen (Camada negra)
- 1978: Sonámbulos
- 1979: Das Herz des Waldes (El corazón del bosque)
- 1982: Dämonen im Garten (Demonios en el jardín)
- 1984: Eine unvergeßliche Nacht (La noche mas hermosa)
- 1984: Pablos Verwandlung (Feroz!)
- 1986: Die Hälfte des Himmels (La mitad del cielo)
- 1997: Havanna – Stadt unserer Träume (Cosas que dejé en la Habana)

Regie
- 1991: Don Quijote (El Quijote)

Drehbuch
- 1999: Zeit der Rückkehr (Cuando vuelvas a mi lado)